# نیوول ۲۰۸۶
سیارک ۲۰۸۶ (به انگلیسی: 2086 Newell، نامگذاری:1966BC) دو هزار و هشتاد و ششمین سیارک کشف شده‌است که در ۲۰ ژانویه ۱۹۶۶ کشف شد.
قدر مطلق سیارک برابر ۱۲٫۴۰ است.